# Прилеп (община)
Общи́на При́леп (мак. Општина Прилеп) — община в Північній Македонії. Адміністративний центр — місто Прилеп. Розташована на півдні  Македонії, Пелагонійський статистично-економічний регіон, з населенням 76 768 мешканців, які проживають на площі — 1194,44 км².